# Provincia de San Luis
San Luis (en el texto de la Constitución provincial: Provincia de San Luis) es una de las veintitrés provincias que integran la República Argentina. A su vez, es uno de los veinticuatro estados autogobernados o jurisdicciones de primer orden que conforman el país, y uno de los veinticuatro distritos electorales legislativos nacionales. Su capital y ciudad más poblada es la homónima San Luis y su capital alterna es la ciudad de Villa Mercedes.
Está ubicada al sureste de la región del Nuevo Cuyo, al oeste del país, limitando al norte con La Rioja, al este con Córdoba, al sureste y sur con la provincia de La Pampa, al oeste con el río Desaguadero que la separa de Mendoza, y al noroeste con San Juan. Con 502 003 habitantes en 2020 es la sexta jurisdicción de primer orden menos poblada —por delante de Catamarca, La Rioja, La Pampa, Santa Cruz y Tierra del Fuego Antártida e islas del Atlántico Sur, la menos poblada—, con 76 748 km² la sexta jurisdicción de primer orden menos extensa —por delante de Formosa, Jujuy, Misiones, Tucumán y la Ciudad Autónoma de Buenos Aires (CABA) (la menos extensa)—, y con 6,54 hab/km², la séptima menos densamente poblada —por delante de La Rioja, Catamarca, Río Negro, Chubut, La Pampa y Santa Cruz, la menos densamente poblada—.

## Historia
San Luis estuvo habitada antes de la llegada de los españoles en el siglo XVI por diversas etnias indígenas: sedentarias como la parcialidad de los «comechingones», que se asentaron en la región serrana del noreste; huarpes del grupo huanacache en la cuenca palustre, a la que dieron el nombre de Guanacache; algunos diaguitas de la parcialidad olongasta en el extremo norte; y trashumantes como los het de la gran parcialidad taluhet en las llanuras de la «Travesía Puntana» (sector occidental de la región pampeana).
En el siglo XVIII el panorama étnico había cambiado drásticamente tras la irrupción europea. Las etnias sedentarias se habían mixogenizado y aculturado acriollándose casi totalmente, mientras que los taluhet, diezmados por las pestes, fueron substituidos o aculturados por grupos mapuchizados como los pehuenche (antiguos huarpes del sur de Mendoza y norte neuquino) y -principalmente- los ranqueles, grupo mixogénico de hets, guenenakuna o "patagones" septentrionales, pehuenches y mapuches en los cuales predominaba el idioma mapuche dialectizado así como otros diversos rasgos culturales -sistema de creencias por ejemplo-, también de procedencia mapuche; del mismo modo, en el extremo sur de la provincia se encontraban los puelches -guenenakuna o patagones septentrionales-, muy aculturados por los mapuches.
Aunque se ha perdido su acta fundacional, se cree que la ciudad de San Luis fue fundada el 25 de agosto de 1594 por Luis Jufré de Loaysa y Meneses, teniente corregidor de Cuyo.
La región formaba parte del Corregimiento de Cuyo con cabecera en la ciudad de Mendoza, integrando la Capitanía General de Chile, dependiente del Virreinato del Perú.
En 1596, después de haber sido abandonada, Martín García Oñez de Loyola, capitán general de Chile, mandó fundarla nuevamente. Entonces la ciudad recibió el nombre de "San Luis de Loyola Nueva Medina de Río Seco".
En 1643 la ciudad es trasladada a la zona de "El Talar". En 1689 tuvo lugar un nuevo traslado, ubicándose la ciudad en su emplazamiento actual.
En 1776 el Corregimiento de Cuyo fue incorporado al nuevo Virreinato del Río de la Plata.
La Real Ordenanza de Intendentes del 28 de enero de 1782 dividió el Virreinato del Río de la Plata en 8 gobernaciones-intendencias, además de las gobernaciones militares y políticas de Montevideo y de los pueblos de las antiguas misiones jesuíticas, formándose brevemente la Intendencia de Cuyo, de la que San Luis formó parte como partido.
Pero como consecuencia del informe presentado por el virrey Juan José de Vértiz y Salcedo, esta estructura fue modificada por Real Orden del 29 de julio de 1782 y por la cédula aclaratoria del 5 de agosto de 1785, suprimiéndose las intendencias de Cuyo y Santa Cruz de la Sierra y dividiendo la del Tucumán, integrando Cuyo la nueva Intendencia de Córdoba del Tucumán.
El 14 de junio de 1810 el Cabildo de San Luis reconoció al nuevo gobierno de Buenos Aires y el 28 de junio designó diputado a la Junta Grande a Marcelino Poblet.
En agosto de 1812 se terminó un censo ordenado por la autoridad central con el objetivo de conocer la cantidad de hombres en edad militar.

La clasificación del censo indicó la permanencia de un sistema de estratificación social de tipo estamental. La población fue clasificada en: españoles, negros, indios, pardos y blancos americanos.
El 29 de noviembre de 1813 se recreó la Gobernación Intendencia de Cuyo, separándola de la de Córdoba del Tucumán, integrada por los partidos al mando de subdelegados de San Luis, Mendoza y San Juan. El primer teniente gobernador destinado a Cuyo fue el coronel Florencio Terrada. Posteriormente, fue designado Gobernador Intendente el coronel Marcos Balcarce y luego José de San Martín. La Intendencia de Cuyo tenía como capital a la ciudad de Mendoza.
El 27 de marzo de 1814 asumió como teniente gobernador Vicente Dupuy, bajo dependencia del gobernador intendente residente en Mendoza.
Luego de que se conoció en San Luis la caída del Directorio a consecuencia de la Batalla de Cepeda, el 15 de febrero de 1820 se reunió un cabildo abierto que depuso al teniente gobernador Dupuy, a los alcaldes de 1° y 2° voto y a un regidor, y pasó interinamente el gobierno al cabildo hasta que pudieran llegar habitantes de la campaña para participar de la elección de un nuevo cabildo. La provincia proclamó así su autonomía administrativa del gobierno de Cuyo. El 26 de febrero se reunió un cabildo abierto que reeligió a los mismos miembros del cabildo presidido por Tomás Varas como alcalde de 1° voto, asumiendo el título de Cabildo Gobernador:

Primero, que después de pensar con maduro examen y escrupulosidad, en los sujetos en quienes había de depositar sus derechos en la administración del mando, se nombre un Presidente ante quien exprimir sus sufragios, que se resolvió lo fuese el I. Cabildo-Gobernador interino, de cuyo celo por la libertad del país, estaban satisfechos. Segundo, que el gobierno sea compuesto del Ayuntamiento, y de consiguiente, que en él solo se refundan, ó reasuman las facultades de entender en los cuatro casos, ó causas, á saber: político, militar, hacienda y guerra, por cuya razón su título será de Cabildo-Gobernador. Tercero, que en dicho Ayuntamiento reside la facultad de convocar el cuerpo de oficiales y con ellos elegir y nombrar un Comandante de Armas, en un sujeto revestido de las circunstancias relativas al tal ministerio y de su aprobación.
Parte del acta del 26 de febrero de 1820

- Wikisource contiene obras originales de o sobre Provincia de San Luis.

El 1 de marzo fue instalado el Cabildo Gobernador, que envió una comunicación al gobernador de Buenos Aires refiriendo lo sucedido. Ese mismo día representantes de San Juan y de Mendoza firmaron un acta que reconocía la autonomía sanjuanina y de hecho disolvía la Gobernación Intendencia de Cuyo. El 23 de marzo de 1820 José Santos Ortiz fue nombrado alcalde de 1° voto en reemplazo de Varas (o Baras).
El 23 de enero de 1821 Ortiz asumió el cargo de Gobernador Intendente de San Luis.
El 22 de agosto de 1822 fue firmado el Pacto de San Miguel de las Lagunas entre los gobernadores de las tres provincias cuyanas, con el objeto no cumplido de restablecer la provincia de Cuyo: formar una autoridad central representativa de todos los pueblos de la unión que dicte la constitución que debe regirlos.
El 7 de enero de 1832 fue dictado un Estatuto Provisorio para la provincia.
En 1855, el gobernador Justo Daract juró la flamante Constitución provincial.
El 20 de mayo de 1881, se firmó un tratado interprovincial de límites entre San Luis y Córdoba, pero el 18 de octubre de ese año fue desaprobado por la Legislatura provincial, que el 25 de septiembre de 1882 aprobó someter a arbitraje la disputa. Los límites con la provincia de Córdoba fueron definidos por acuerdo el 28 de junio de 1896.
El 3 de febrero de 1881, se firmó un tratado interprovincial con la provincia de La Rioja, definiendo los límites entre ambas, que fue aprobado por la Legislatura provincial el 30 de junio de 1882.
El límite con la provincia de La Rioja fue fijado mediante la denominada Ley Nacional n.º 22184 dictada por el gobierno militar y publicada en el Boletín Oficial el 12 de marzo de 1980.

## División administrativa

División política de San Luis.
Nota: A partir del año 2010, el Departamento La Capital comienza a llevar el nombre de Departamento Juan Martín de Pueyrredón.

Para una enumeración completa de los municipios de la provincia, véase Anexo:Municipios y comisiones municipales de San Luis. Para información sobre la organización municipal provincial, véase Organización municipal de San Luis. Para información sobre el censo 2010 según departamento, véase Anexo:Departamentos de la provincia de San Luis por población (2010). La siguiente es la lista de los departamentos con su localidad cabecera.
- Departamento Ayacucho (San Francisco del Monte de Oro)
- Departamento Belgrano (Los Manantiales)
- Departamento Chacabuco (Concarán)
- Departamento Coronel Pringles (La Toma)
- Departamento General Pedernera (Villa Mercedes)
- Departamento Gobernador Dupuy (Buena Esperanza)
- Departamento Junín (Santa Rosa de Conlara)
- Departamento Juan Martín de Pueyrredón (San Luis)
- Departamento Libertador General San Martín (San Martín)

| Departamento                  | Población | Superficie | Densidad (hab/km²) |
| ----------------------------- | --------- | ---------- | ------------------ |
| Ayacucho                      | 23.913    | 9 681      | 2.9                |
| Belgrano                      | 5 583     | 6 626      | 0.7                |
| Chacabuco                     | 26 557    | 2 651      | 11.0               |
| Coronel Pringles              | 16 049    | 4 484      | 4.2                |
| General Pedernera             | 148 875   | 15 057     | 10.1               |
| Gobernador Dupuy              | 14 343    | 19 632     | 0.8                |
| Juan Martín de Pueyrredón     | 261 697   | 13 120     | 19.3               |
| Junín                         | 40 391    | 2 476      | 15.2               |
| Libertador General San Martín | 4 691     | 3 021      | 1.3                |
| San Luis                      | 542 069   | 76 748     | 7.2                |

## Población

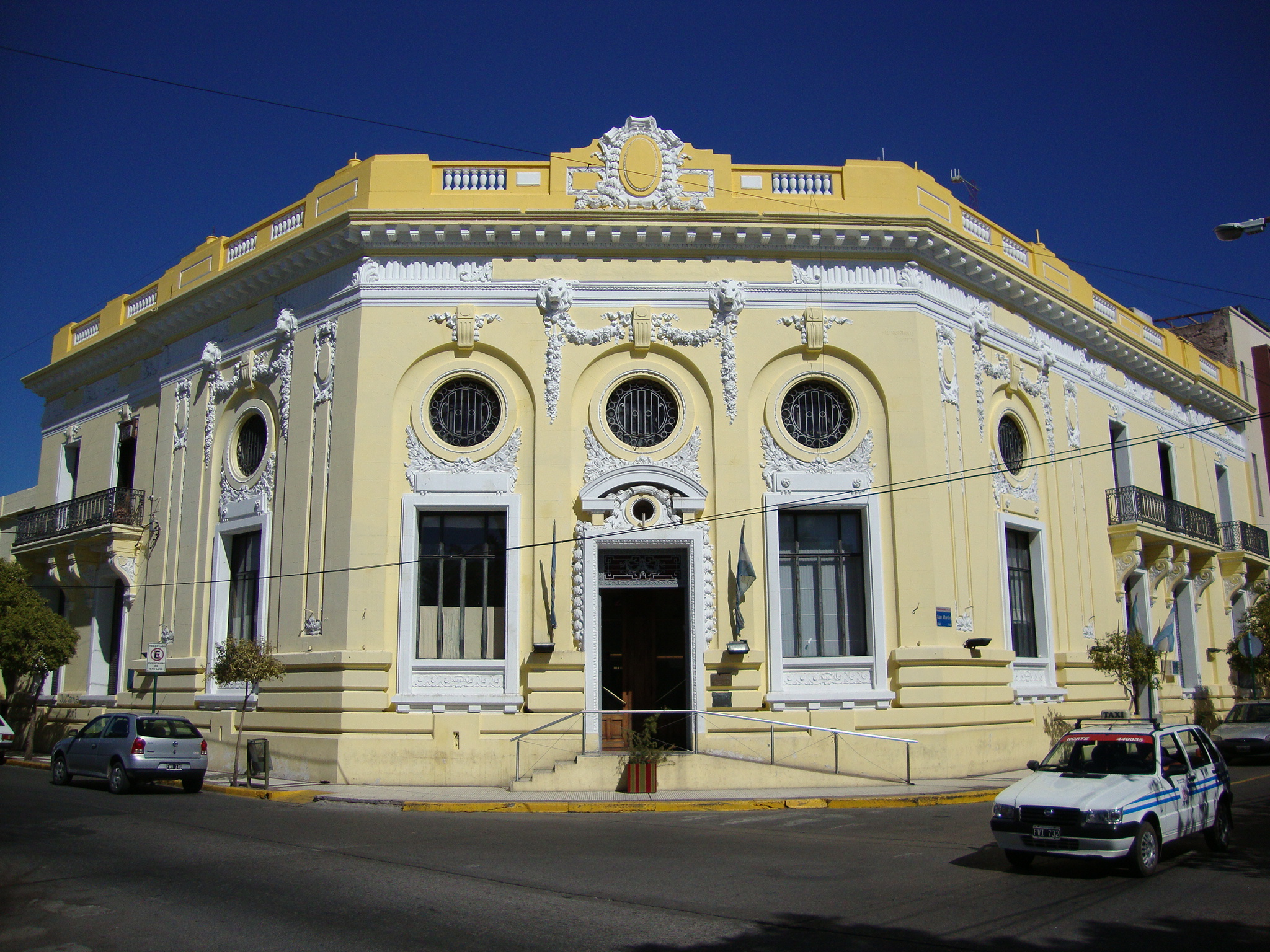
Municipalidad de San Luis

Evolución histórica de la provincia:
- 1778: 6.956 hab.[11]
- 1815: 17.000 hab.[12]
- 1820: 20.000-25.000 hab.[13]
- 1847: 20.000 hab.[14]
- 1853: 30.000 hab.[14]
- 1869: 53.294 hab.[15]
- 1895: 81.450 hab.[16]
- 1914: 116.266 hab.[17]
- 1947: 165.546 hab.[17]
- 1960: 174.316 hab.[17]
- 1970: 183.460 hab.[17]

Población provinciana actual:
- Censo 1980: 214,416 habitantes (Indec, 1980)
- Censo 1991: 286,458 habitantes (Indec, 1991) (población urbana:232,400 habitantes (Indec, 1991)), (población rural:54,058 habitantes (Indec, 1991)).
- Censo 2001: 366,900 habitantes (Indec, 2001) (población urbana:320,006 habitantes (Indec, 2001), población rural:46,894 habitantes (Indec, 2001)).
- Censo nacional 2010: 432.310 hab.[18] (población urbana: 383,340 habitantes (Indec, 2010), población rural: 48,970 habitantes (Indec, 2010)).

| Gráfica de evolución demográfica de San Luis entre 1869 y 2022 |
| No se puede compilar la entrada de EasyTimeline: EasyTimeline 1.90 Timeline generation failed: 4 errors found Line 27: text:2022 - BarData attribute missing. Specify either 'bar' of 'barset'. Line 56: from:0 till:542 069 - Invalid attribute '069' ignored. Specify attributes as 'name:value' pairs. Line 84: at:542 069 fontsize:s text:542 069 shift:(0,5) - Invalid attribute '069' ignored. Specify attributes as 'name:value' pair(s). Line 84: at:542 069 fontsize:s text:542 069 shift:(0,5) - Invalid attribute '069' ignored. Specify attributes as 'name:value' pairs. |

## Localidades

### Principales centros urbanos
:

## Geografía

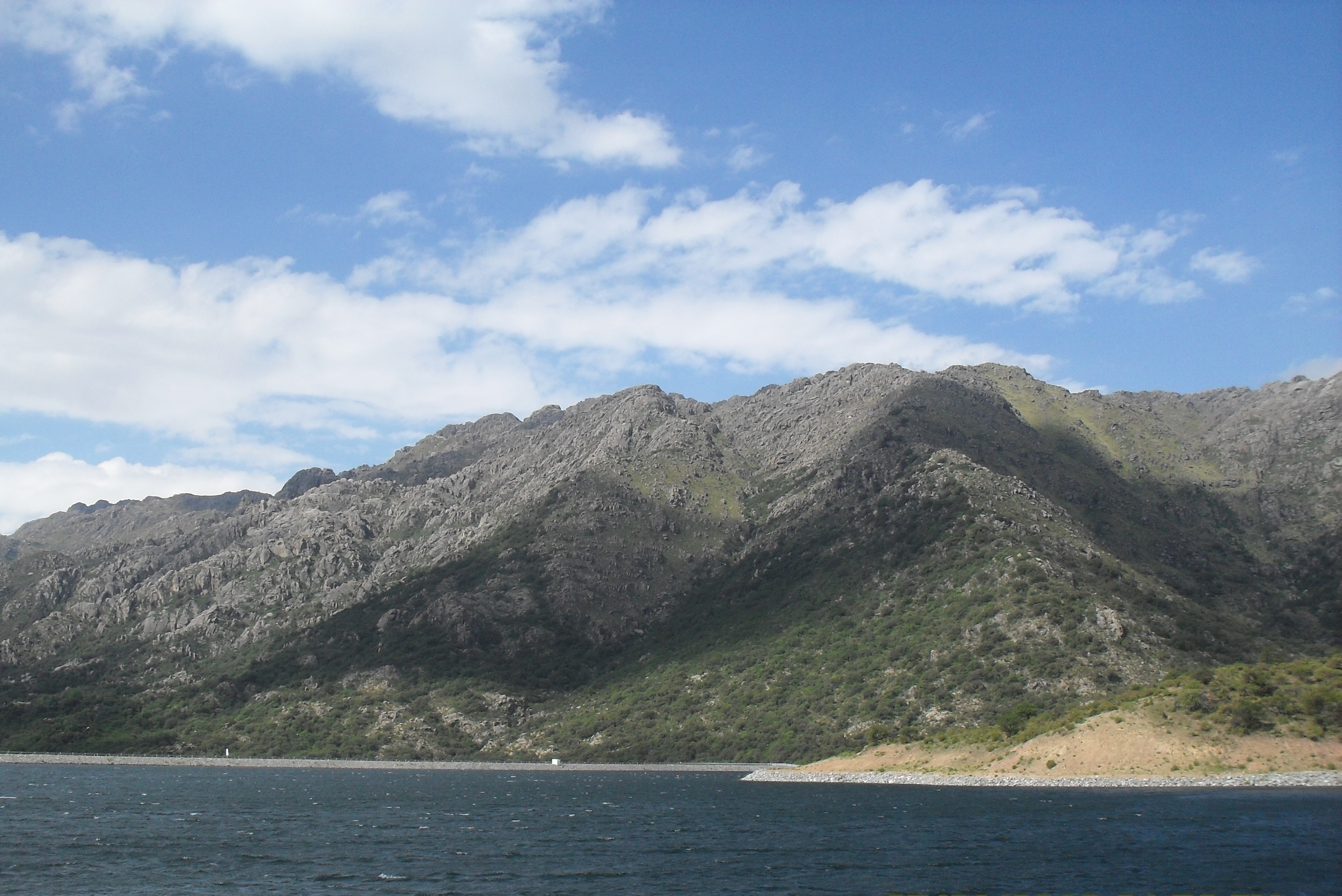
Sierra de Comechingones vistas desde el Dique Piscu Yaco, en el Paraje de San Miguel, Cortaderas.

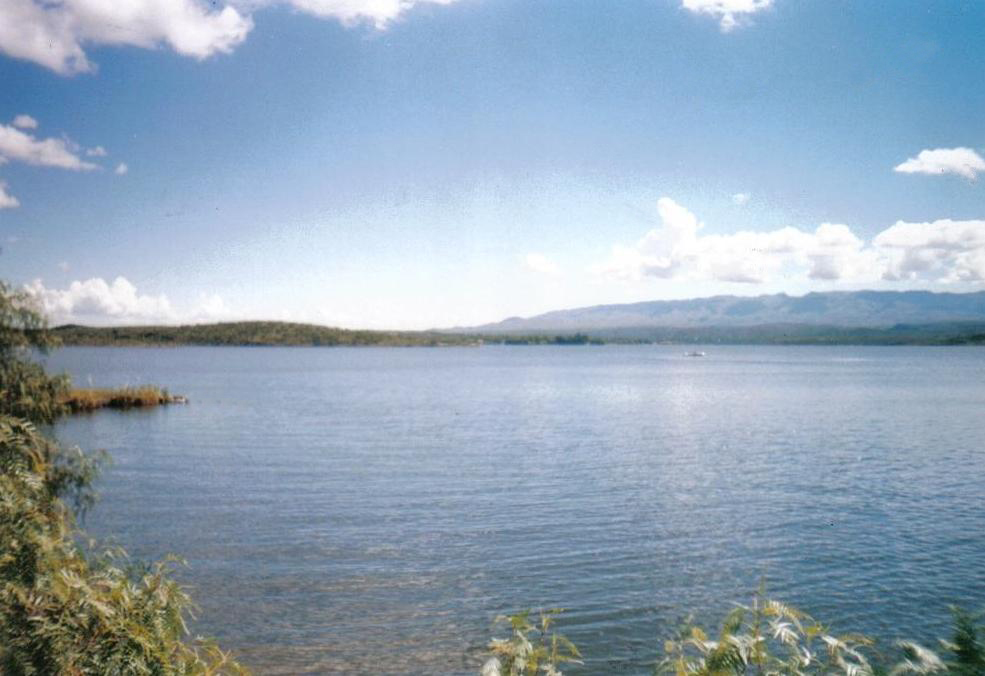
Embalse La Florida, a aproximadamente 45 km de la capital de la provincia.

Presenta dos ambientes bien diferenciados: en la mitad norte predomina el paisaje serrano, en coincidencia con las Sierras Pampeanas, y en la mitad sur, el relieve llano.
Las sierras se agrupan en 3 encadenamientos que corren de norte a sur separados entre sí por grandes valles planos. De este a oeste, el 1.º encadenamiento comprende la sierra de Comechingones que hace de límite con Córdoba (en este cordón se encuentra la altura máxima de la provincia, el cerro de las Ovejas, de 2297 m s. n. m., al cual se accede desde la Villa de Merlo), y las sierras de Tilisarao y de la Estanzuela, ambas en el Valle de Conlara, que las separa del 2.º grupo, el de las Sierras de San Luis. En este cordón se encuentran cerros de origen volcánico como el cerro Sololosta, Tomolasta e Inti Huasi.
Finalmente hacia el oeste hay un 3.º grupo de sierras muy erosionadas constituidas por varios cordones: las sierras de Guayaguas, Cantanal, de las Quijadas, Alto Pencoso, del Gigante y la Cerrillada de la Cabra.
Entre este grupo de sierras y las de San Luis se forma una depresión relativa ocupada por la Pampa de las Salinas en su extremo norte y por la Salina del Bebedero en su parte sur.
La mitad sur de la provincia se caracteriza por su paisaje plano, confín entre la llanura pampeana  hacia el este, con pastos duros y gran cantidad de lagunas donde afloran las napas freáticas; y con las travesías cuyanas hacia el oeste, donde predominan la estepa arbustiva y bosquecillos de caldén con zonas de medanales y casi sin agua.
En la planicie se encuentran también algunas sierras aisladas como el grupo volcánico El Morro, cerro isla ubicado donde el Valle de Conlara se funde con la llanura pampeana; la sierra de Yulto, al sur del mismo; y las sierras del Tala y Varela, prolongación de las Sierras de San Luis.

## Clima

Tipos climáticos de la provincia de San Luis según Köppen.

En general es continental seco con una temperatura media anual de 17 °C, media invernal de 8 °C y estival de 24 °C. Las lluvias disminuyen de este a oeste y se dan principalmente en verano, entre los meses de octubre y marzo. En invierno son casi nulas y pueden llegar a precipitar en forma de nieve a cualquier altura pero sobre todo en las sierras por encima de los 1000 m s. n. m.
En la zona serrana el bioma es árido de sierras y campos, aunque en las laderas orientales de las sierras se desarrolla el bioma templado serrano, más húmedo que el anterior, ya que la falda de la sierra se comporta como frente de condensación para el viento del Atlántico.

En la zona de valle de Conlara se da un microclima  muy especial, caracterizado por la alta ionización natural negativa del aire, con una alto contenido de ozono con efectos muy benéficos para la salud.

## Recursos hídricos
En la zona de las sierras nacen gran cantidad de arroyos que alimentan los ríos Conlara y Quinto. Estos son de carácter endorreico, al ser absorbidos por la tierra a medida que avanzan por la llanura sedimentaria. Sólo el Quinto alcanza a desaguar en el río Salado del sur (en el interior de la Provincia de Buenos Aires) y solo en época de grandes crecidas.
Varios de estos ríos y arroyos son aprovechados con embalses para generar energía hidroeléctrica, regular sus caudales y generar agua para riego y consumo humano. Sin embargo, es una provincia en la cual varias localidades se ven afectadas por las sequías que suceden en varios meses del año, por lo cual se debe tener extrema cautela en el uso del agua. Muchas veces se encuentran en «emergencia hídrica», lo cual no permite el malgasto del agua sino que se prioriza para uso personal.

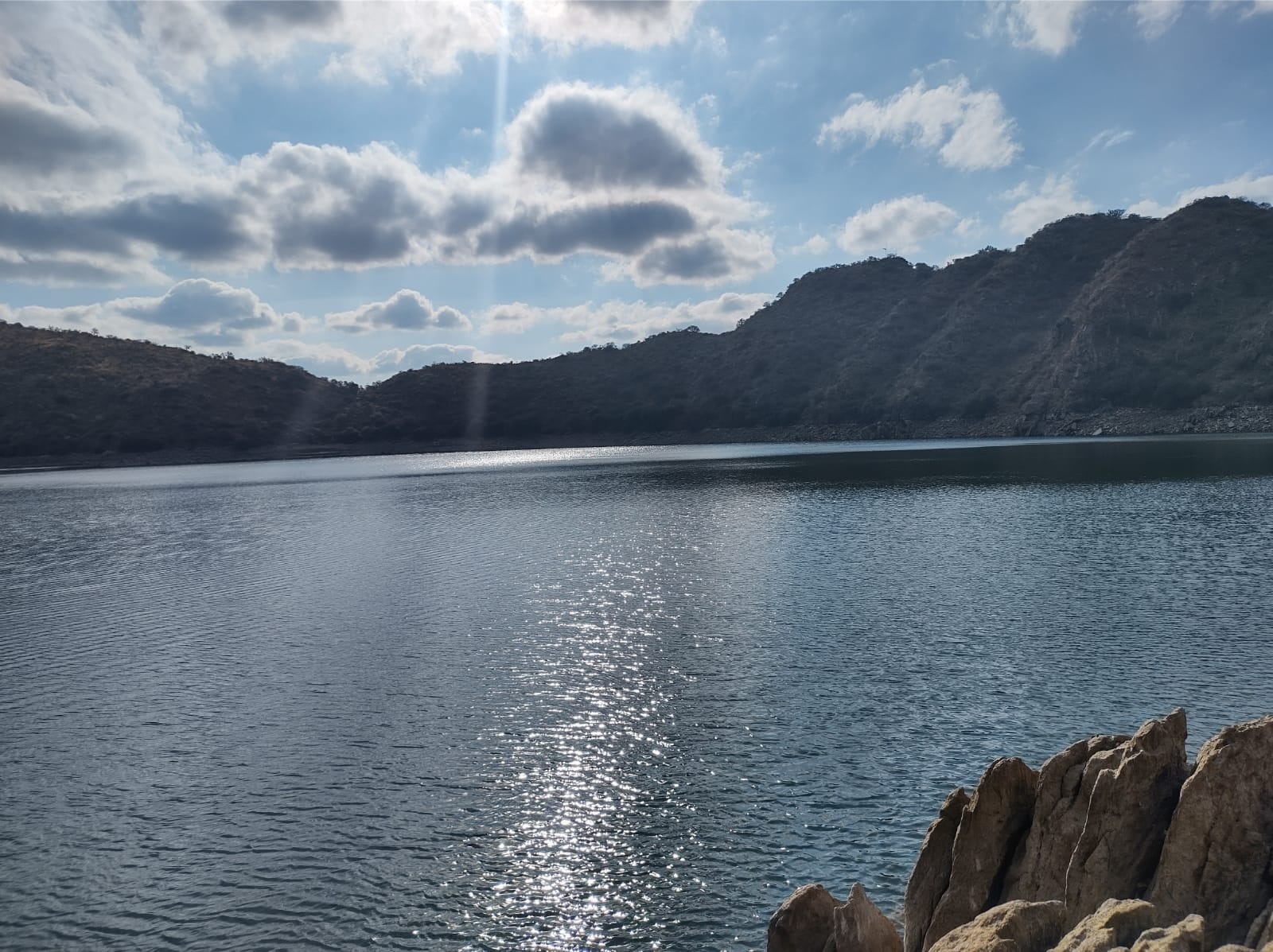
Dique Luján, San Luis

#### Principales diques de San Luis
| Nombre                                    | Superficie | Capacidad  | Profundidad | Inauguración         |
| ----------------------------------------- | ---------- | ---------- | ----------- | -------------------- |
| Embalse La Florida                        | 650 ha     | 105 hm³    | 37 m        | 1953                 |
| Embalse Potrero de los Funes              | 91 ha      | 6.80 hm³   | 33 m        | 1927                 |
| Dique La Huertita                         | 430 ha     | 47.00 hm³  |             | 1981                 |
| Dique Nogolí                              | 170 ha     | 25.80 hm³  | 50 m        | 2003                 |
| Dique Paso de las Carretas                | 75 ha      | 105.00 hm³ | 40 m        | 1982                 |
| Dique Villa General Roca                  |            | 1.70 hm³   |             | 1956                 |
| Dique Cruz de Piedra                      | 154 ha     | 12.50 hm³  | 29 m        | 1941                 |
| Dique San Felipe                          | 1200 ha    | 81 hm³     |             | 1941                 |
| Dique Antonio Esteban Agüero              | 107 ha     | 19.30 hm³  | 60 m        | 2001                 |
| Dique Luján                               | 27 ha      | 3.60 hm³   | 37 m        | 1958                 |
| Dique Las Palmeras                        | 186 ha     | 24.00 hm³  | 50.8 m      | 2010                 |
| Dique Saladillo                           | 296 ha     | 50 hm³     | 79 m        | 2011                 |
| Dique La Sepultura / Piscu Yaco           | 17 ha      | 1 hm³      | 30 m        | 2010                 |
| Dique Nivelador Vulpiani                  |            |            |             | 1909                 |
| Dique Nivelador Chico                     |            |            |             | 1887                 |
| Dique Boca del Río                        | 138 ha     | 8.54 hm³   | 35 m        | 2012                 |
| Dique Paso Grande                         |            |            |             | pliegos licitatorios |
| Dique Quines                              |            |            |             | pliegos licitatorios |
| Dique La Estrechura                       | 50.1 ha    | 2.61 hm³   | 21 m        | 2013                 |
| Dique Berta Vidal de Battini              | 16 ha      | 20 hm³     | 42 m        | 2012                 |
| Fuente: San Luis Agua Sociedad del Estado |            |            |             |                      |

Como límite occidental de la provincia está el río Desaguadero, también llamado Salado, el cual configura un complejo sistema (Sistema del Desaguadero) que, desde la segunda mitad de s XIX y especialmente a todo lo largo del siglo XX, ha sufrido una grave merma de los caudales hídricos con la consecuente casi desaparición de las Lagunas de Guanacache (en las fronteras de San Luis, Mendoza y San Juan) y la transformación en salina de la Laguna de El Bebedero y desecación del río homónimo.

## Flora y fauna

### Fauna
Entre los mamíferos más conocidos de la zona se encuentran pumas, gatos monteses, zorros grises, vizcachas, pecaríes de collar, guanacos y los últimos venados de las pampas (junto con los de la Bahía de Samborombón y del parque nacional Campos del Tuyú en Buenos Aires). La mara o liebre patagónica y el conejo de los palos también pueden ser vistos. El venado (Ozotoceros bezoarticus), muy abundante en otras épocas, hoy escasea, por lo que es indispensable la concreción del Proyecto de parque nacional Los Venados, el cual se propone preservar tanto a la especie que le da nombre como al último remanente de pastizales sin arar de las pampas secas.
En la provincia, las aves existen en gran variedad y abundancia de especies de todos los tamaños y colores, entre las cuales las más características de la zona son los teros, el cardenal amarillo y común, la reina mora grande, el rey del bosque y las catitas de las sierras y cotorras, entre otras. También hay pepiteros, monteritas y una gran variedad de pequeñas aves. El elenco avifaunástico se completa con el ñandú, el halconcito gris, las águilas, el jilguero, el zorzal, las calandrias, el hornero y el cóndor andino, entre las más famosas de la zona central.
Los anfibios son muy escasos y pasan la época de sequía enterrados o en forma de renacuajos, en pequeños charcos protegidos del sol.
Las lagartijas son los reptiles más comunes, mientras que la boa de las vizcacheras (o lampalagua) es buscada por su bella piel, aunque ya es rara y está amenazada.
Se encuentran numerosas aves acuáticas, entre las que se destaca el flamenco común. También están presentes en los espejos de agua el pejerrey, la trucha o la perca criolla y la carpa europea, esta última introducida en embalses y afluentes de la zona.

### Flora autóctona
La Provincia de San Luis conserva tres zonas fitogeográficas bien delimitadas: el monte, el chaco occidental, y entre ambas, una amplia faja de transición, con extensas llanuras.
En el monte se hallan extensos jarillares y retamas, que cubren las zonas más áridas. Sobre el potrero de la aguada se halla un curioso árbol que muestra un aspecto tortuoso, es la chica, especie endémica del monte.
Otras especies endémicas son el solo, que tiene la forma de un cojín circular de color blanquecino, la verdolaga, de llamativo color verde intenso y hojas carnosas, y la zampa de quijadas, de brotes violáceos.
En las zonas de suelos arenosos, desde donde se inician los faldeos serranos, surgen diversas gramíneas que forman extensos manchones, rodeados de matorrales de retortuño, atamisque y pichana. Con ellos, conviven corpulentos quebrachos blancos, junto a los algarrobos, chañares y breas.
En el borde de la sierra de Comechingones y en Luján se hallan palmares caranday. Ya en las sierras altas y húmedas aparecen los molles, que se avienen en mostrar al viajero sus copas verdes y lustrosas, y quien también se complace en juntarse con las talas y los chañares.

## Sismicidad

#### Terremoto de San Luis de 1936
Este terremoto de grado VIII de intensidad en la escala de Mercalli se produjo el 22 de mayo de 1936, afectando principalmente a las poblaciones de San Martín y San Francisco del Monte de Oro, Quines, Villa de Praga y Las Chacras, situadas en el norte de la provincia.

## Gobierno
El gobernador actual es Claudio Poggi, quien preside el poder ejecutivo provincial. El legislativo corresponde a la Legislatura de San Luis, compuesta de la Cámara de Senadores (9 miembros) y la Cámara de Diputados (43 miembros).

## Salud
La provincia de San Luis cuenta con 29 hospitales, 27 centros periféricos y más de 123 Centros de Atención Primaria distribuidos a lo largo de todo el territorio provincial. Algunos de ellos se encuentran actualmente en construcción, como el Hospital de Merlo, el Hospital de El Trapiche,leche dos nuevos centros de atención primaria para Beazley y Nueva Galia; el nuevo centro de salud de El Morro; el laboratorio de referencia provincial y el centro de rehabilitación para el adulto mayor.

## Economía
El perfil económico de la provincia cambió a partir de las políticas de promoción industrial aplicadas desde fines de 1982. Hasta entonces, el sector primario (agricultura y ganadería) era la base productiva.
Los establecimientos industriales que se instalaron luego de ese año, exhiben una gran diversificación y están, principalmente, en dos centros urbanos: la ciudad de San Luis (capital provincial) y Villa Mercedes. En el sector agroindustrial se destacan los frigoríficos y las curtiembres. En los últimos años creció la actividad lechera, la producción de electrodomésticos, plásticos y artículos de papel y cartón. También se desarrolla la industria minera en las sierras de San Luis, del Gigante y de la Estanzuela, ricas en granito y lajas, de donde extraen calizas, basalto y mármol.
El turismo es otra de las actividades impulsadas por el gobierno puntano a partir del retorno de la democracia en 1983. Actualmente la provincia cuenta con la más importante red de autopistas del país, que conecta a la mayoría de las localidades turísticas con la capital provincial.

### Región del Nuevo Cuyo
El 22 de enero de 1988, los gobernadores de las provincias de La Rioja, Mendoza, San Juan y San Luis firmaron el Tratado de Integración Económica del Nuevo Cuyo. El proceso de regionalización en la República Argentina está basado en el artículo 124 de la Constitución Nacional.
El Tratado de Integración Económica del Nuevo Cuyo dio forma a la región para "Fortalecer la integración de la Región mejorando los medios de comunicación y transporte, promoviendo la oferta de bienes y servicios regionales, tanto en el plano nacional como internacional y la ejecución de emprendimientos productivos y comerciales con otros países, especialmente los latinoamericanos. Como órgano de gobierno de la región se constituyó la Asamblea de Gobernadores, que es la instancia máxima de decisión para este Acuerdo Interjurisdiccional en lo que respecta a la fijación de pautas para la integración y definición de políticas. Existe también un Comité Ejecutivo integrado por los Ministros de Economía de las Provincias de San Juan y Mendoza y Ministros de Hacienda y Obras Públicas de La Rioja y San Luis, quienes tendrán a su cargo la formulación de las diferentes propuestas para la toma de decisión y las tareas operativas de su implementación".

## Turismo
La provincia de San Luis se destaca por la diversidad de sus paisajes, atractivos naturales y culturales, obras de infraestructura y una completa agenda anual de actividades de recreación, arte, espectáculos y deportes. Posee cerca de 36.000 plazas hoteleras y se caracteriza por brindar una oferta de turismo basada en sierras, ríos y diques, contando con ocho zonas turísticas. Ellas son:
Sierras Centrales. Es el más tradicional de los circuitos de la provincia, ubicado en las estribaciones de la falda oriental de las Sierras de San Luis. Sus destinos y atractivos son apreciados por turistas y locales, que buscan sus arroyos y diques. Lo integran Juana Koslay, Potrero de los Funes, El Volcán, El Trapiche, La Florida, Estancia Grande, Valle de Pancanta, La Carolina, Paso del Rey y la ciudad de San Luis como centro de distribución.
Costa de los Comechingones. Este corredor se ubica en el lado oeste de las Sierras de Los Comechingones, en el extremo noreste de la geografía sanluiseña. El interés de la zona radica en el microclima de la Villa de Merlo como principal  destino del turismo provincial y nacional con su amplia oferta de hotelería, gastronomía y servicios de excursiones y actividades afines. Hacia el sur de la localidad turística y siguiendo la Ruta Provincial n.º 1, se encuentran Carpintería, Los Molles, Cortaderas, Villa Larca, Papagayos, Villa del Carmen y La Punilla, cada uno de ellos con sus encantos naturales, cascadas, diques y propuestas de actividades. 
Norte Puntano. Comienza en la ciudad de San Luis y se extiende hacia el norte siguiendo la falda occidental de las Sierras de San Luis, entre diques, ríos y caminos de alta serranías. Lo forman la Ciudad de La Punta, Villa de La Quebrada, Nogolí, Villa General Roca, San Francisco del Monte de Oro, Leandro Alem, Luján, Candelaria y Lafinur. 
Valle del Conlara y San Martín. Entre las Sierras de San Luis y las Sierras de los Comechingones, en el noreste provincial, se ubica este amplio valle surcado por el Río Conlara, cuyo cauce corre de sur a norte. Es el entorno para visitar balnearios y diques, hacer paseos a pueblos mineros y conocer áreas protegidas, museos y antiguas capillas. El departamento San Martín con sus pintorescos pueblos serranos, se destaca por sus historias de malones y pioneros, la riqueza mineral y el patrimonio arquitectónico tradicional. Destinos: Naschel, Tilisarao, Renca, Concarán, Santa Rosa del Conlara, Bajo de Véliz, San Martín y Las Chacras. 
Villa Mercedes y El Morro. Entre serranías y planicies, la región une atractivos naturales, expresiones urbanas y cultura rural. A Villa Mercedes, segunda ciudad en importancia provincial, se la identifica por la calle Angosta, el Río Quinto y el parque La Pedrera, una megaobra deportiva y cultural sin precedentes. El pueblo de San José del Morro es pura historia, en un ambiente encantador que tiene como protagonista su cerro, nacido en remotos tiempos volcánicos. La Toma, Capital de Mármol Ónix, propone experiencias mineras donde se conoce el origen y aplicaciones del ónix verde veteado, un orgullo mineral puntano.
Huellas del Pasado. La zona está localizada en el sector noroeste del territorio de San Luis. El parque nacional Sierras de Las Quijadas es un escenario natural de singulares formaciones rocosas de tonalidad rojiza moldeadas por la erosión. Atesora restos fósiles de dinosaurios, registros geológicos y yacimientos arqueológicos de culturas originarias. En las tierras de Guanacache, habita la comunidad Huarpe (desarrollada a partir de las acciones del Gobierno de San Luis) que mantiene vigente su cosmovisión y costumbres, mientras que La Calera es reconocida por la extracción de piedras calizas a gran escala.
Termas y Salinas. A pocos kilómetros de la ciudad de San Luis se encuentran Balde y San Jerónimo, dos centros de aguas termales recomendadas por sus beneficios  terapéuticos. Las Salinas del Bebedero, componen un inmenso paisaje blanco que presenta todo su esplendor en el invierno cuando se acumulan grandes extensiones de sal.
Llanura sureña. La geografía del sur de la provincia se integra con su naturaleza de horizontes ilimitados, médanos, pastizales y más de 170 espejos de agua, donde se realiza la pesca del pejerrey. En este contexto se encuentra el Pueblo Nación Ranquel, comunidad que fue erigida a partir de la restitución de sus tierras, que realizó el Gobierno de San Luis.  
- Concarán

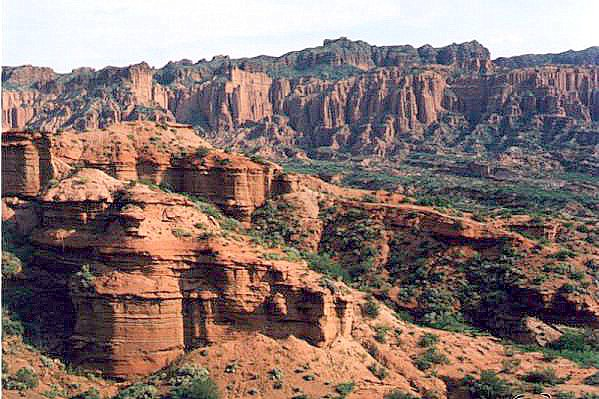
Parque nacional Sierra de las Quijadas

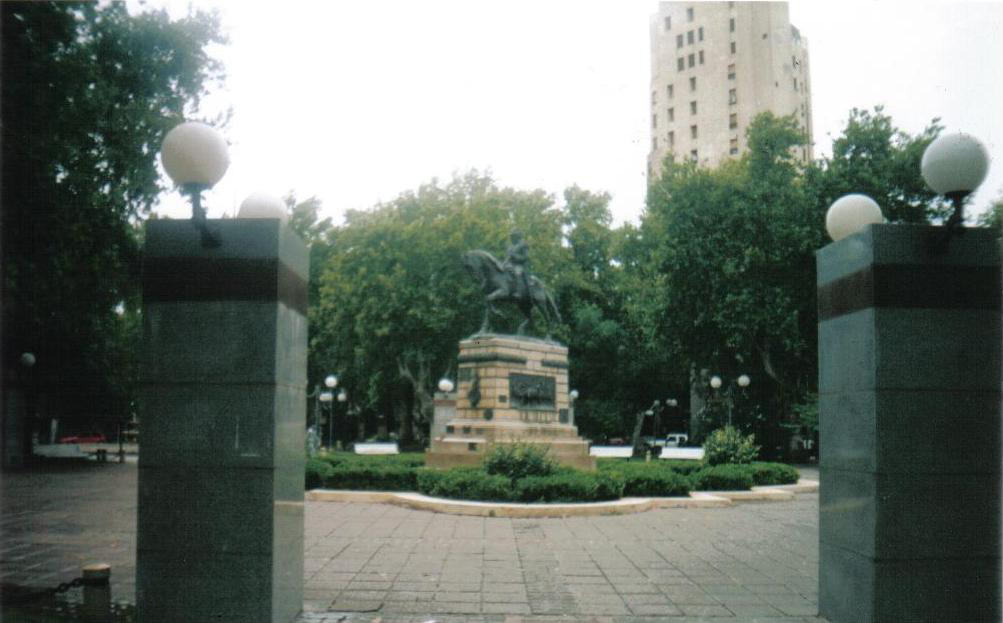
Plaza principal de Villa Mercedes

- Parque nacional Sierra de las Quijadas
- Sierra de Comechingones
- Reserva de flora y fauna La Florida
- Embalse Potrero de los Funes
- Dique La Huertita
- Valle de Conlara
- Villa de Merlo
- San José del Morro
- La Toma
- Quines
- Reserva Provincial Natural Mogote Bayo
- Reserva natural Quebracho de la Legua
- Parque provincial Bajo de Véliz
- Sierras de Comechingones
- Reserva Quebrada de las Higueritas
- Luján
- San Francisco del Monte de Oro
- Nogolí
- Naschel
- Valle de Pancanta
- La Carolina
- Villa de La Quebrada
- San Luis de la Punta de los Venados
- El Volcán
- Tilisarao
- La Florida
- El Trapiche
- Balde
- Carpintería
- Parque nacional Los Venados
- Papagayos
- Lagunas de Guanacache
- La Punta
- Toro Negro
- Laguna y salina de El Bebedero
- Gruta de Inti Huasi (la cual posee pinturas rupestres) en las cercanías de La Carolina

## Parques urbanos
- En la ciudad de San Luis: parque de las Naciones, parque IV Centenario, parque La Cerámica, plaza del Cerro y parque La Libertad.
- En la ciudad de La Punta: parque Fundacional
- En la ciudad de Potrero de los Funes: parque Nativo.
- En la ciudad de Las Chacras, Juana Koslay: Monumento al Pueblo Puntano de la Independencia.
- En la ciudad de Toro Negro: Monumento de Reivindicación Histórica al General Manuel Belgrano.
- En la Villa de Merlo: parque recreativo Merlo.
- En la ciudad de Villa Mercedes: parque Costanera Río Quinto.
- En la ciudad de Zanjitas: parque Zanjitas Pueblo Heroico.